# Laibach (zenekar)
A Laibach egy szlovén avantgárd zenei és művészeti csoport. 1980-ban alakultak egy kis szlovén ipari városban, Trbovljében. A Laibach rendkívül kiterjedt zenei munkássága gyakorlatilag behatárolhatatlan, rengeteg zenei stílusban alkotnak (industrial, Electronic Body Music, neoclassical, martial industrial, industrial metal, experimental, synthpop, techno, hard rock). A zenekar neve Szlovénia fővárosa, Ljubljana német elnevezéséből származik. A Laibach tagja a NSK (Neue Slovenische Kunst) nevű művészeti csoportnak.

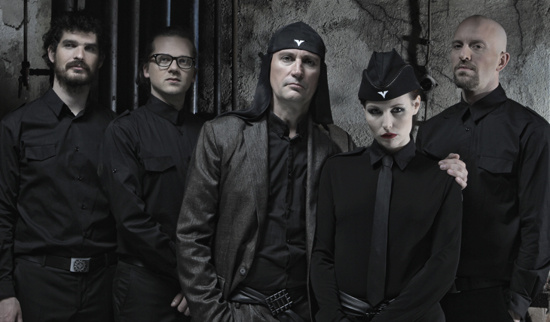
2011-es sajtófotó

## Zenei stílus
A Laibach első lemezein (Laibach, Neu Konservatiw, Krst Pod Triglavom) a korai ipari (industrial) zenék hatása hallatszódik, amit különböző komolyzenei hangmintákkal kevertek. Később a zene valamelyest letisztult (Opus Dei, NATO lemezek) és militáns ritmusú, Wagneri ihletésű zenét kezdtek el játszani, amellyel megalkották a későbbi martial industrial műfajt is. Ezen zenén készítettek industrial metal (Jesus Christ Superstars), sőt EBM-Industrial (WAT) stílusú lemezt is.
A Laibach zenéjének egyik legjellemzőbb eleme az énekes mély, opera-szerű hangja, amely minden lemezen felcsendül.

## Vitatott megítélés
A zenekart gyakran vádolják fasizmussal, nácizmussal a csoport militáns, egyenruha-szerű megjelenése miatt. A zenekar azonban nem kapcsolható semmilyen politikai mozgalomhoz, közismert mondásuk: „Annyira vagyunk fasiszták, amennyire festőművész volt Hitler.”
Nácik vagytok? – kérdezte a legenda szerint az újságíró a Laibach tagjaitól. Csak amennyire Hitler szobafestő-mázoló volt – válaszolták a legenda szerint a Laibach tagjai az újságírónak.

## Feldolgozások

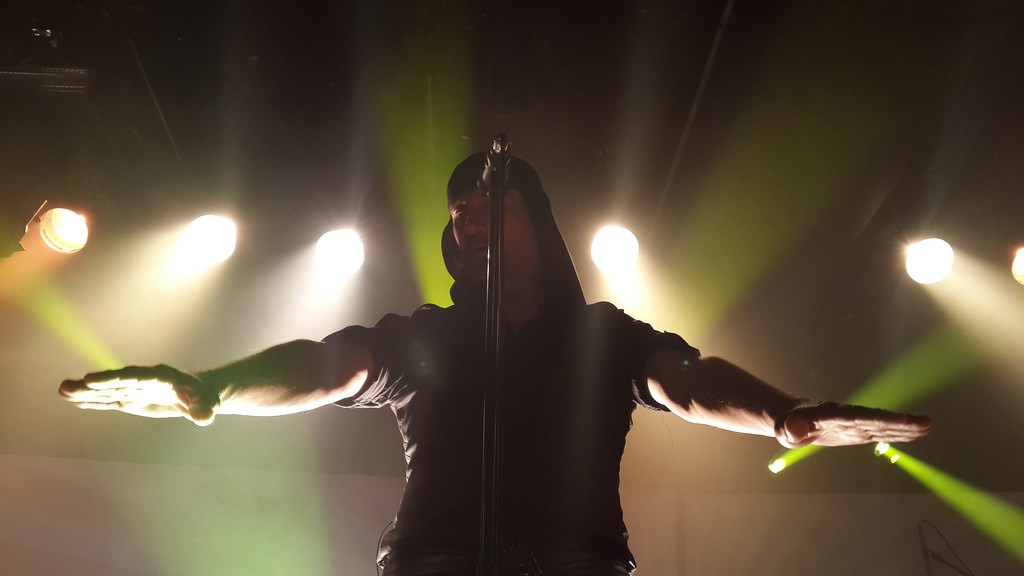
2014-es budapesti koncerten

A Laibach leghíresebb, hírhedtebb felvételei a közismert pop és rockzenei számokból készített feldolgozásai. Ezek nem csupán feldolgozások, a dalok a rideg, militáns zenébe kerülve átértelmeződnek, így a popkultúra kritikáiként is felfoghatjuk őket. Legismertebb feldolgozásaik az osztrák pop-rock zenekar, az Opus Live is Life című slágere alapján készült, amelyet egy monumentális, wagneriánus indulóvá komponáltak, vagy a Let it be című lemezük, amely az azonos című Beatles lemez remixe.

## Hatásuk a Rammsteinra
A Laibach már a megjelenést tekintve és zeneileg is (főleg a Jesus Christ Superstars album) nagy hatással volt a német Rammstein zenekarra. Érdekesség, hogy a Rammstein által használt kereszt is a Laibachtól származik, ami eredetileg egy szlovén nemzeti szimbólum. Egy interjú során megkérdezték a zenekart, hogy nem zavarja őket, hogy a Rammstein "ellopta" az imázsukat, zenéjüket: "Egyáltalán nem, örülünk, hogy zenénknek inspiráló hatása van… a Laibach Rammstein felnőtteknek, a Rammstein Laibach gyerekeknek."

## A zenekar tagjai
- Milan Fras - vokálok

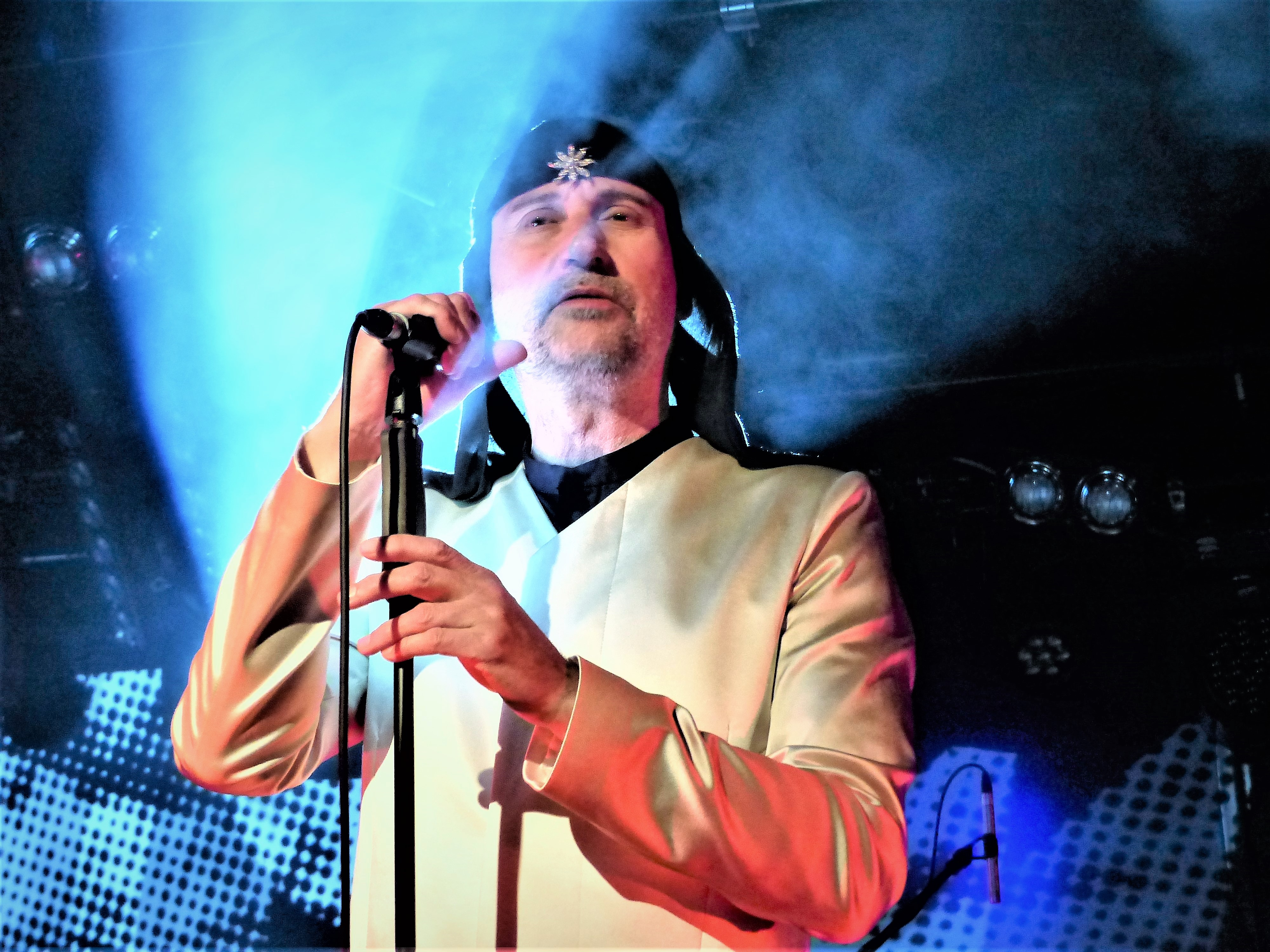
Milan Fras

- Ivan Novak - fény- és vetítéstechnika
- Mina Špiler - vokálok, szintetizátor
- Janez Gabrič - dob
- Luka Jamnik - szintetizátor
- Primož Hladnik - szintetizátor
- Eva Breznikar - vokálok, dob
- Nataša Regovec - vokálok, dob
- Damjan Bizilj - szintetizátor

## Diszkográfia

### Kislemezek
- Life Is Life/Germania (Mute Rec., 1987, London)
- Sympathy For The Devil/Sympathy For The Devil (two different versions) (Mute Rec., 1988, London)
- Across The Universe/Maggie Mae (Mute Rec., 1988, London)
- Boji/Sila/Brat Moj (L.A.Y.L.A.H. (in association with Les Disques Du Crepuscule), 1984, Bruxells)
- Panorama/Decree (East-West Trading Comp. (Cherry Red), 1984, London)
- Die Liebe/Groesste Kraft  (Cherry Red, 1985)
- Geburt Einer Nation/Leben Heisst Leben (ins.) (Mute Rec., 1987, London)
- Life Is Life/Germania/Life (Mute Rec., 1987, London)
- Sympathy For The Devil 1/Laibach, 300 000 V.K. (Mute Rec., 1988, London)
- Sympathy For The Devil 2/Germania, 300 000 V.K. (Mute Rec., 1988, London)
- Sympathy For The Devil/Sympathy For The Devil (picture disc with two versions) (Mute Rec., 1988, London)
- Across The Universe/Maggie Mae/Get Back (Mute Rec., 1988, London)
- 3. Oktober/Geburt Einer Nation (live) ((German only 12" single)Mute Rec./Intercord Gmbh, 1990, London/Stuttgart)
- Wirtschaft Ist Tot/Wirtschaft Ist Tot (Mute Rec., 1992, London)
- Wirtschaft Ist Tot/Sympathy For The Devil ((remixes, for promotion only) Mute Rec., 1992, London)
- Final Countdown/Final Countdown (Mute Rec., 1994, London)
- In The Army Now/War (Mute Rec., 1995, London)
- God Is God (Mute Rec, 1996, London)
- Tanz Mit Laibach (Mute Rec., 2004, London)
- Das Spiel Ist Aus (Mute Rec., 2004, London)

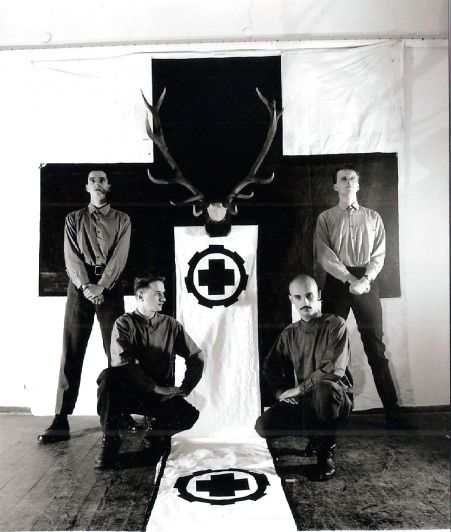
Az együttes sajtófotója 1983--ból.

- Anglia (Mute Rec., 2006, London)

### Bakelitlemezen
- Laibach (Ropot, 1985, Ljubljana)
- Rekapitulacija 1980-1984 ((double LP box set with booklet and poster) Walter Ulbricht Schallfolien, 1985, Hamburg)
- Neu Konservatiw (live) (Semi Legal, 1985, Hamburg)
- Nova Akropola (Cherry Red, 1985 (1987), London)
- The Occupied Europe Tour 83-85 (live) (Side Effects Rec., 1986 (1990), London)
- Opus Dei (Mute Rec., 1987, London)
- Slovenska Akropola (Ropot, 1987, Ljubljana)
- Krst Pod Triglavom - Baptism/Klangniederschrift Einer Taufe ((2x LP box)Walter Ulbricht Schallfolien, 1987, Hamburg (Sub Rosa, 1988, Bruxells))
- Let It Be (Mute Rec., 1988, London)
- Macbeth (Mute Rec., 1990, London)
- Sympathy For The Devil (Mute Rec., 1990, London)
- Kapital (Mute Rec., 1992, London)
- NATO (Mute Lec., 1994, London)
- Jesus Christ Superstars (Mute Rec., 1996, London)
- WAT (Mute Rec., 2003, London)

### CD lemezen
- Opus Dei (Mute Rec., 1987, London)
- Rekapitulacija 1980-1984 ((double CD box set with booklet and poster)Walter Ulbricht Schallfolien, 1987, Hamburg)
- Let It Be (Mute Rec., 1988, London)
- Nova Akropola (Cherry Red, 1988, London)
- Macbeth (Mute Rec., 1990, London)
- Sympathy For The Devil (Mute Rec., 1990, London)
- Kapital (Mute Rec., 1992, London)
- Ljubljana - Zagreb - Beograd (The Grey Area/Mute Rec., 1993, London)
- NATO (Mute Rec., 1994, London)
- Slovenska Akropola (Ropot, 1995, Ljubljana)
- Laibach (Ropot, 1995, Ljubljana)
- Occupied Europe Nato Tour 1994-95 (The Grey Area/Mute Rec., 1996, London)
- Jesus Christ Superstars (Mute Rec., 1996, London)
- M.B. December 21, 1984 (The Grey Area/Mute Rec., 1997, London)
- Rekapitulacija 1980-1984 ((redesigned and remastered)NSK Recordings, 2002, Ljubljana)
- Neu Konservatiw (live) ((digitally remastered CD release with booklet)Cold Spring, 2003, Northants)
- Laibach (NSK Recordings, 1999, Ljubljana)
- The John Peel Sessions (Strange Fruit, 2002, London)
- WAT (Mute Rec., 2003, London)
- Anthems ((double CD release with booklet) Mute Rec., 2004, London)
- Volk (Mute Rec., 2006, London)
- Volk Tour London CC Club (Live Here Now, 2007).
- Laibachkunstderfuge (MP3 - Mute Rec., 5. 5. 2008, London/CD - Dallas Rec., 2008, Ljubljana - CD-version only available in Slovenia)

## Mellékprojektek
- 300 000 V.K.
- Germania
- Kraftbach
- 600 000 V.K.
- Sturm und Klang